# ريجينالد جاردنير
ريجينالد جاردنير (بالإنجليزية: Reginald Gardiner)‏ هو ممثل بريطاني، ولد في 27 فبراير 1903 بلندن في المملكة المتحدة، وتوفي في 7 يوليو 1980 في الولايات المتحدة بسبب نوبة قلبية.

## أعمال

### أفلام
- (1927)  قصة من ضباب لندن
- (1939) الثنائي الطائر
- (1940) الديكتاتور العظيم[4][5]

## وصلات خارجية
- ريجينالد جاردنير على موقع IMDb (الإنجليزية)
- ريجينالد جاردنير على موقع ألو سيني (الفرنسية)
- ريجينالد جاردنير على موقع ميوزك برينز (الإنجليزية)
- ريجينالد جاردنير على موقع أول موفي (الإنجليزية)
- ريجينالد جاردنير على موقع قاعدة بيانات برودواي على الإنترنت (الإنجليزية)
- ريجينالد جاردنير على موقع قاعدة بيانات الأفلام السويدية (السويدية)
- ريجينالد جاردنير على موقع إن إن دي بي (الإنجليزية)
- ريجينالد جاردنير على موقع قاعدة بيانات الفيلم (الإنجليزية)
- ريجينالد جاردنير على موقع كينوبويسك (الروسية)